# 戈桑
戈桑（法語：Gaussan，法語發音：[ɡosɑ̃]）是法国上比利牛斯省的一个市镇，属于塔布区。

## 地理
戈桑（43°13'49"N, 0°29'7"E）面积7.72 平方千米，位于法国奧克西塔尼大區上比利牛斯省，该省份为法国西南部内陆省份，北至热尔省，西接大西洋比利牛斯省，南与西班牙接壤，东临上加龙省。
与戈桑接壤的市镇（或旧市镇、城区）包括：拉朗、拉萨勒、蒙莱翁马尼奥阿克、蒙隆、雷屈尔。

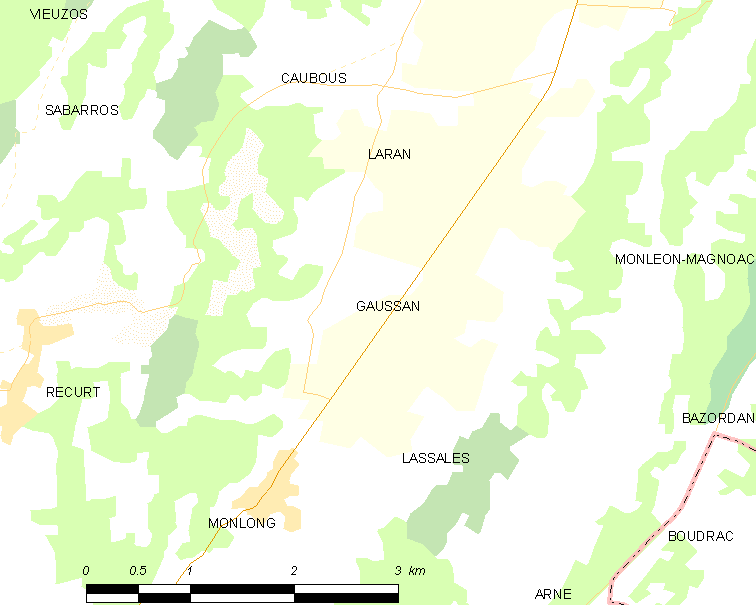
戈桑的OSM定位图

戈桑的时区为UTC+01:00、UTC+02:00（夏令时）。

## 行政
戈桑的邮政编码为65670，INSEE市镇编码为65187。

## 政治
戈桑所属的省级选区为山丘县。

## 人口

1962-2008年间戈桑人口变化图示

戈桑于2022年1月1日时的人口数量为94人。